# Marthula pleione
Marthula pleione är en fjärilsart som beskrevs av William Schaus 1892. Marthula pleione ingår i släktet Marthula och familjen tandspinnare. Inga underarter finns listade i Catalogue of Life.